# Черноярово (Оренбургская область)
Черноярово— село в  Ташлинском районе Оренбургской области, административный центр Чернояровского сельсовета.

## География
Располагается на расстоянии примерно 13 километров по прямой на север-северо-запад от районного центра села  Ташла. 

## История
Основано в 1847 году, названо по фамилии первопоселенца.

## Население
Постоянное население составляло 703 человека в 2002 году (русские 76%) ,  691 в 2010 году.